# Radamés Treviño
Radamés Eliud Treviño Llanas (* 7. Dezember 1945 in Monterrey; † 12. April 1979 in Mexiko-Stadt) war ein mexikanischer Radrennfahrer und nationaler Meister im Radsport.

## Sportliche Laufbahn
Bei den Olympischen Sommerspielen 1968 in Mexiko-Stadt wurde er im Mannschaftszeitfahren mit seinem Team 10. Er startete auch in den Wettbewerben im Bahnradsport. Treviño bestritt die Mannschaftsverfolgung und wurde als 5. in der Einerverfolgung klassiert. 
Treviño dominierte in den 1960er Jahren den Bahnradsport in seiner Heimat und gewann einige nationale Titel.
Bei den Panamerikanische Spielen 1967 gewann er die Silbermedaille im Mannschaftszeitfahren und in der Mannschaftsverfolgung sowie Bronze in der Einerverfolgung. Bei den Wettkämpfen der Zentralamerika- und Karibikspiele 1966 siegte er in der Einerverfolgung und in der Mannschaftsverfolgung. Bei den Bahnradsport-Weltmeisterschaften 1969 wurde er 11. in der Einerverfolgung.
1969 stellte er mit 46,955 Kilometern pro Stunde einen Stundenweltrekord auf der Radrennbahn von Mexiko-Stadt auf. In der Tour de l’Avenir 1968 schied er aus, in der Kuba-Rundfahrt gewann er zwei Etappen. 1969 konnte er Zweiter hinter Sergio Martínez in der Kuba-Rundfahrt werden.
1970 wurde er bei den Zentralamerika- und Karibikspielen Sieger im 1000-Meter-Zeitfahren und Zweiter in der Einerverfolgung.
Treviño starb nach einem Unfall während eines Straßenrennens. Im zu Ehren trägt die Radrennbahn in Monterrey den Namen „Velodromo Radamés Treviño“.